# Silley-Amancey
Silley-Amancey is een gemeente in het Franse departement Doubs (regio Bourgogne-Franche-Comté) en telt 110 inwoners (1999). De plaats maakt deel uit van het arrondissement Besançon.

## Geografie
De oppervlakte van Silley-Amancey bedraagt 5,1 km², de bevolkingsdichtheid is 21,6 inwoners per km².
De onderstaande kaart toont de ligging van Silley-Amancey met de belangrijkste infrastructuur en aangrenzende gemeenten.

## Demografie
Onderstaande figuur toont het verloop van het inwonertal (bron: INSEE-tellingen).